# 薛仁貴征東
『薛仁貴征東』（英語: The Legend of the General Who Never Was）とは、香港の無綫電視（TVB）が1985年に制作・放映したテレビドラマ、全20話。日本未公開。

## 主題歌

### オープニングテーマ
「兩地情」
作詞 - 鄧偉雄、作曲・編曲 - ジョセフ・クー（顧嘉煇）、歌 - ミシェル・パオ

### エンディングテーマ
「情心深處」
作詞 - 鄧偉雄、作曲・編曲 - ジョセフ・クー、歌 - ミシェル・パオ